# 라믈라

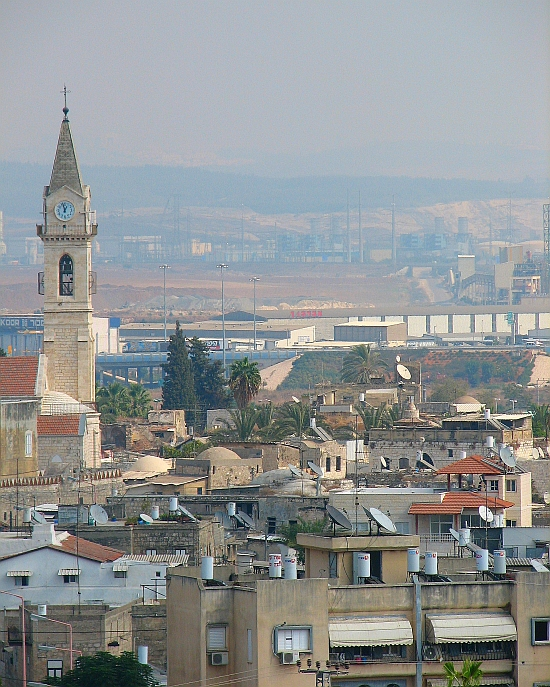
라믈라 시가지

라믈라(히브리어: רַמְלָה, Ramlāh, 아랍어: الرملة ar-Ramlah 아르라믈라[*])는 이스라엘 중부에 위치한 도시로, 중부 구의 행정 중심지이며 면적은 10km2, 인구는 65,800명(2009년 기준)이다.

## 역사
716년 우마이야 왕조의 칼리프 술라이만 이븐 압드 알 말릭이 건설했으며, 이후 제1차 십자군에 점령되어 예루살렘 왕국의 지배하에 들어갔다.
1947년 유엔의 팔레스타인 분할안에 따라 아랍 연맹의 영토로 편입되었으나, 예루살렘으로 가는 보급로라는 지리적 및 전략적 위치로 인해 1948년 아랍-이스라엘 전쟁 당시 이스라엘군에 의해 점령되어 다수의 아랍인들이 추방당했다. 2001년 당시 유대인은 시 전체 인구의 80%를 차지했고 아랍인은 시 전체 인구의 20%를 차지했다.

## 인구
| 연도 | 인구   | ±% p.a. |
| ---- | ------ | ------- |
| 1945 | 15,300 | —       |
| 1972 | 34,000 | +3.00%  |
| 2001 | 62,000 | +2.09%  |
| 2004 | 63,462 | +0.78%  |
| 2009 | 65,800 | +0.73%  |
| 2014 | 72,293 | +1.90%  |